# Такаси Ёсимото
Такаси Ёсимото (яп. 吉本 高志; род. 1942) — японский врач, нейрохирург, доктор медицины, президент Университета Тохоку.

## Биография
Окончил медицинский факультет университета Тохоку (1968). Получил докторскую степень в Университете Тохоку (1977), тема диссертации «Инфаркт головного мозга вследствие окклюзии церебральной артерии, метод задержки его выражения».
Ассистент Университета Тохоку (с 1975); доцент (с 1982); профессор (с 1988). 19-й президент Университета Тохоку (2002—2006).
Президент университетского приемного центра Университета Тохоку (с 2007).
Почётный член Японского общества компьютерной хирургии. Директор Японского общества изучения мозга. Почётный член Японского общества нейрохирургии и приборостроения. Специальный член Японского общества онкологов гипофиза. 4-й президент и почётный член Японского общества нейроэндоскопии. Почётный член Японской ассоциации стереотаксической и функциональной нейрохирургии. Президент Японского общества биомагнетизма (2001—2003), председатель 10-й конференции и почётный член. Почётный член Японского общества церебральной нервно-сосудистой терапии. Директор Японского общества по инсульту. Почётный член Японского общества хирургии инсульта. Председатель 12-го Общего собрания и почётный член Японского общества по церебральному сердечно-сосудистому метаболизму. Член правления Японского фонда мозга. Директор Фонда содействия развитию фармацевтики Канае. Директор Научного фонда Мураты.
Почётный профессор Университета Тохоку. Награждён орденом Священного сокровища (2018).